# Wojna guzików
Wojna guzików – brytyjsko-francusko-japoński film przygodowy z 1994 roku na podstawie powieści Louis Pergauda.

## Główne role
- Gregg Fitzgerald - Fergus
- Gerard Kearney - Big Con
- Darragh Naughton - Boffin
- Brendan McNamara - Tim
- Kevin O'Malley - Fishy
- John Cleere - Peter
- Anthony Cunningham - Little Con
- Thomas Kavanagh - Riley
- Eveanna Ryan - Marie, narratorka
- John Crowley - Pat
- Stuart Dannell-Foran - Tich
- Danielle Tuite - Fionnuala
- Helen O'Leary - Helen
- Yvonne McNamara - Maeve
- John Coffey - Geronimo
- Paul Batt - Gorilla
- Karl Byrne - Mickey Moon
- Barry Walsh - Willie
- Niall Collins - Chick
- Derek O'Leary - Brendan
- Rory White - Bernard
- Liam Cunningham - nauczyciel
- Johnny Murphy - Jonjo

## Fabuła
W dwóch sąsiadujących ze sobą irlandzkich wioskach – Carrickdowse i Ballydowse -  mieszkają dwie bandy wyrostków. Tą pierwszą dowodzi Jerome zwany Geronimo – syn ubogiej rodziny, drugą Fergus – syn religijnej rodziny, którego ojczym jest pastorem. Prowadzą ze sobą wojnę, która polega na wyrywaniu guzików od ubrania przeciwnika. Po pewnym czasie dochodzi do drastyczniejszych czynów.